# Koninkrijk Burundi
Het Koninkrijk Burundi (Frans: Royaume du Burundi) was een historisch land dat bestond van 1680 tot 1966.

## Geschiedenis
Het land is de voorganger van de huidige Republiek Burundi. Bij de Koloniale Conferentie van Berlijn in 1884/1885 werd Burundi door de Europese landen toebedeeld aan het Duitse Keizerrijk en kwam de onafhankelijkheid van het koninkrijk ten einde. Op 1 juli 1890 voegden de Duitsers Burundi toe aan hun kolonie Duits-Oost-Afrika. Na de Eerste Wereldoorlog moest Duitsland zijn koloniën afstaan en werd Burundi een onderdeel van het Belgisch mandaatgebied Ruanda-Urundi. Op 1 juli 1962 werd het mandaatgebied opgeheven en werden Rwanda en het Koninkrijk Burundi onafhankelijk. Het Koninkrijk Burundi zou echter niet lang blijven bestaan. Vanwege het doorvoeren van hervormingen om het land democratischer te maken, werd koning (mwami) Mwambutsa IV in 1966 afgezet in een coup, gepleegd door zijn zoon Ntare V en kapitein Michel Micombero. Ntare V volgde zijn vader op, maar werd twee maanden na zijn kroning zelf ook afgezet door Micombero, die op 28 november 1966 de Republiek Burundi uitriep. 